# 20837 Раманлал
20837 Раманлал (20837 Ramanlal) — астероїд головного поясу, відкритий 24 жовтня 2000 року.
Тіссеранів параметр щодо Юпітера — 3,285.